# Lăng Tứ Kiệt
Lăng Tứ Kiệt được người dân Cai Lậy lập để tưởng nhớ Tứ Kiệt, là bốn vị anh hùng hào kiệt đã có công chống quân Pháp xâm lược trong quãng thời gian 1868–1871.

## Kiến trúc
Lăng Tứ Kiệt hiện nay được xây theo kiến trúc truyền thống, chia làm hai khu vực rõ rệt: 
- Nhà tưởng niệm ở phía trước rộng hơn 100 m², mái cong hai lớp chạm rồng, được đỡ bởi 16 cây cột chạm rồng tinh vi. Bên trong được bày trí theo lối thờ phụng. Chính giữa là bàn thờ, lư hương, bài vị tạo nét nghiêm trang. Hai bên có hai giá binh khí và đôi hạc cưỡi qui bằng gỗ được chạm thật khéo.[2]
- Nhà mộ ở phía sau, chỉ có một lớp mái cong chạm rồng. Bên trong là 4 cây cột đỡ mái chạm rồng. Bên đưới là bốn ngôi mộ đều được dán bằng đá granite màu gạch tôm sẫm.[2]

Cổng chính hướng ra đường 30-4 được khắc hai câu đối:
Tứ vị anh hùng vị quốc hy sinh vĩnh niệm;
Kiệt nhân nghĩa cử tinh thần bất khuất lưu tồn.
Khuôn viên quanh Lăng được bố trí các loại kiểng quý từ các nơi khác mang đến tạo nên nét hài hoà với cảnh quang chung quanh. Du khách đến tham quan chắc hẳn sẽ hài lòng với khung cảnh và càng thích thú hơn khi được nghe về nhân vật trong Lăng.
Hàng năm vào ngày 25 tháng Chạp âm lịch, nhân dân Cai Lậy tụ tập đông đúc về đây tảo mộ và làm giỗ rất trang trọng, thành kính tưởng nhớ đến Bốn ông.

## Nhân vật
Lăng Tứ Kiệt thờ bốn ông:

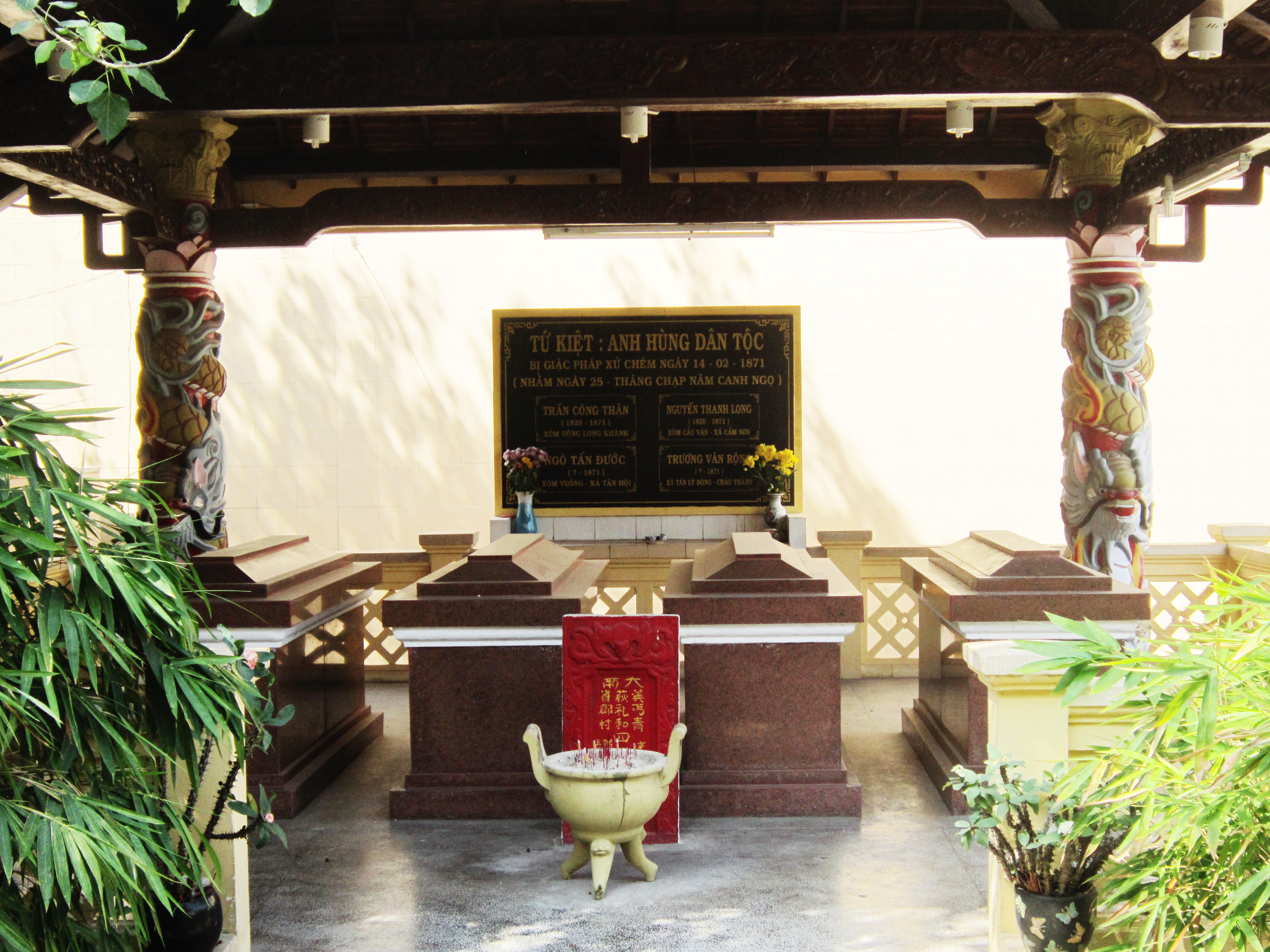
Nhà mộ Tứ Kiệt

- Trần Công Thận:(1825 - 1871), tự là Phụng, người ở xóm Võng, làng Mỹ Trang, nay thuộc ấp Mỹ Phú, xã Long Khánh, huyện Cai Lậy, tỉnh Tiền Giang. Ông là người chịu trách nhiệm chủ yếu của cuộc nổi dậy, nên nhân dân gọi tôn là Nguyên soái Thận.
- Nguyễn Thanh Long:' (1820 - 1871), còn gọi là Đề Long, người ở xóm Cầu Ván, ấp Cẩm Hòa, xã Cẩm Sơn, huyện Cai Lậy, tỉnh Tiền Giang. Ông là người đề ra các kế sách cho nghĩa quân.
- Ngô Tấn Đước: (? - 1871), là người ở xóm Vuông, xã Tân Hội, huyện Cai Lậy, tỉnh Tiền Giang.
- Trương Văn Rộng: (? - 1871), là người ở xã Tân Lý Đông, huyện Châu Thành, tỉnh Tiền Giang.

Người dân Cai Lậy thường gọi bốn vị này bằng danh xưng tôn kính là Tứ Kiệt, hay dân dã gần gũi hơn là Bốn Ông. Cả bốn ông đều là dân đồn điền, một tổ chức bán quân sự theo phương châm "tịnh vi dân, động vi binh" do Nguyễn Tri Phương chủ trương, nhằm mục đích vừa xây dựng kinh tế vừa chuẩn bị quốc phòng. Sau khi Pháp chiếm được ba tỉnh miền Đông, Bốn Ông về giúp Võ Duy Dương (tức Thiên Hộ Dương) và Đốc Binh Kiều ở Tháp Mười tiếp tục chống Pháp.
Nhưng vì thế cô sức yếu nên Căn cứ Đồng Tháp Mười bị vỡ, Bốn Ông liền về Cai Lậy chiêu mộ nghĩa quân tiếp tục phất cao cờ khởi nghĩa. Các chiến công của Bốn Ông có thể kể đến như:
- Khuya ngày 1 tháng 5 năm 1868 nghĩa quân trèo vào thành Mỹ Tho phóng hỏa đốt kho lương.
- Đêm Giáng sinh 24 tháng 12 năm 1870 tấn công đồn Cai Lậy và dinh Tham biện.
- Và nhiều chiến công khác ở Mỹ Quý, Cái Bè và Thuộc Nhiêu,...

Sau nhiều năm hoạt động, cuộc khởi nghĩa của Tứ Kiệt đành chịu sự thất bại trước quân đội Pháp, và bốn ông đều bị bắt. Sau đó, quân Pháp đưa tất cả ra pháp trường xử chém và bêu đầu ở chợ Cai Lậy vào ngày 14 tháng 2 năm 1871 (tức ngày 25 tháng 12 năm Canh Ngọ). Thân nhân gia đình chỉ mang thân mình các ông về quê nhà, gắn chiếc đầu giả làm bằng đất sét vào chôn cất. Nhân dân Cai Lậy đã bí mật mang chôn thủ cấp của Bốn ông và đắp mộ bằng đất, hương khói trang nghiêm. Bốn ngôi mộ bây giờ chỉ là bốn ngôi mộ tượng trưng xây trên nền ngôi mộ cũ.

## Xây dựng

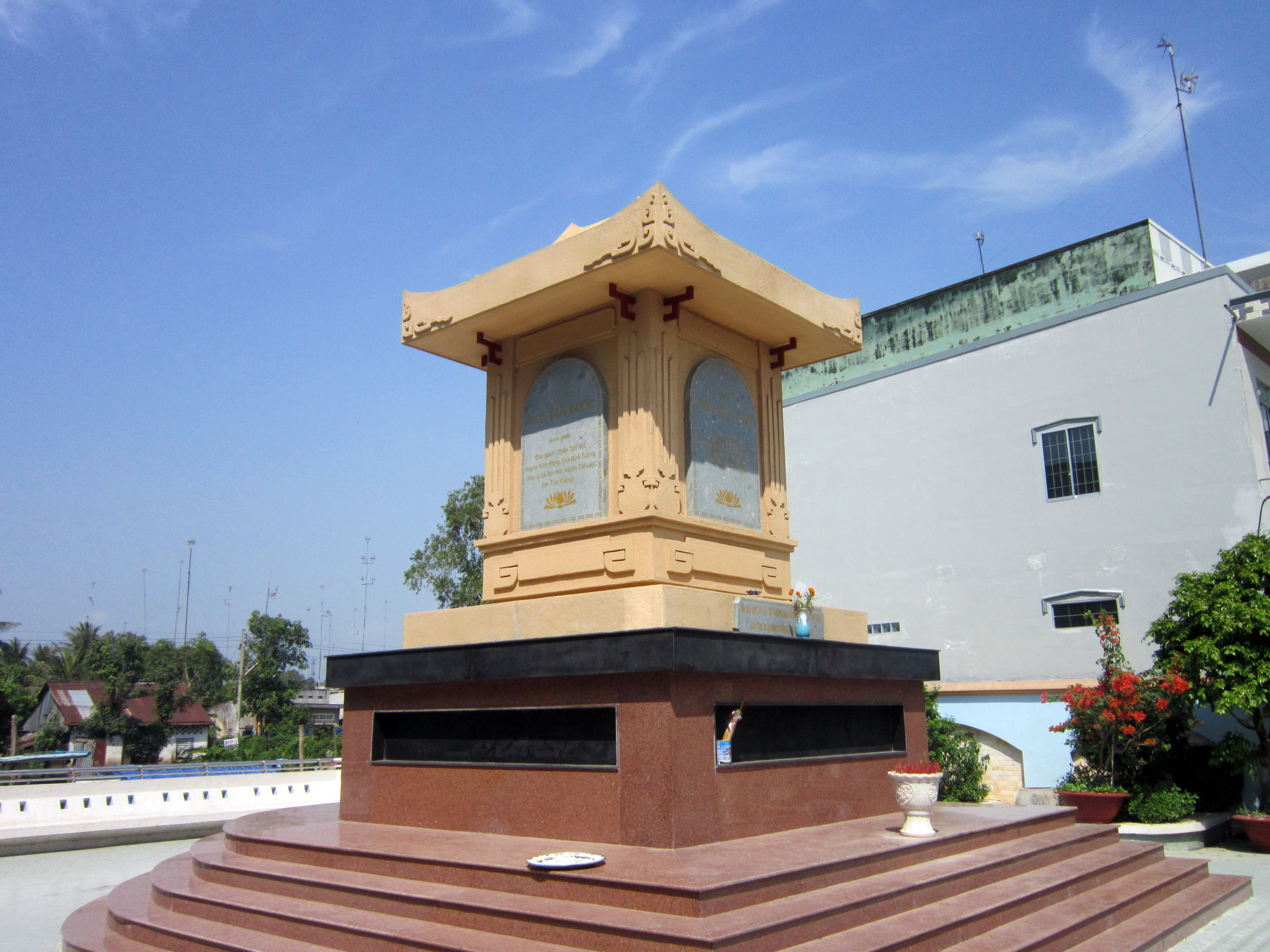
Nơi quân Pháp xử chém Tứ Kiệt

Năm 1871, mộ được nhân dân Cai Lậy lập để tưởng nhớ Bốn Ông. Mộ được đắp bằng đất, xung quanh có hàng rào bằng cau sơn vôi trắng.
Năm 1954, nhân dân xây dựng lại ngôi miếu và bốn ngôi mộ tượng trưng bằng xi măng song song và gần sát nhau, xung quanh có hàng rào sắt kiên cố ngay trên nấm đất cũ.
Năm 1967, nhân dân Cai Lậy tiến hành trùng tu ngôi miếu và khu mộ Bốn ông quy mô hơn, bên trong có miếu thờ, bên ngoài có nhà khách.
Năm 1997, trùng tu toàn diện khu lăng mộ Tứ Kiệt như ngày nay.
Năm 1998, Sở Văn hóa - Thông tin Tiền Giang phối hợp với UBND huyện Cai Lậy trùng tu toàn diện khu lăng mộ Tứ Kiệt.
Năm 1999, tỉnh Tiền Giang cho xây mới toàn bộ Lăng Tứ Kiệt, mái ngói, các long trụ đắp nổi bằng xi măng, phía sau là nhà mộ, phía trước có cổng mái ngói khá lớn.
Lăng Tứ Kiệt ở Cai Lậy (Tiền Giang) được Bộ Văn hóa Thông tin công nhận là di tích lịch sử văn hóa cấp quốc gia theo Quyết định 61 QĐ/BT ngày 13-9-1999.